# Servoz
Pour les articles homonymes, voir Servoz (homonymie).
Servoz (prononcé en français : [ˈsɛr.vo(z)]) est une commune française située dans le département de la Haute-Savoie, en région Auvergne-Rhône-Alpes.
Le village est resté à l'écart des grands flux touristiques de la région et garde, de ce fait, un aspect rural montagnard sauvegardé.

## Géographie

### Localisation

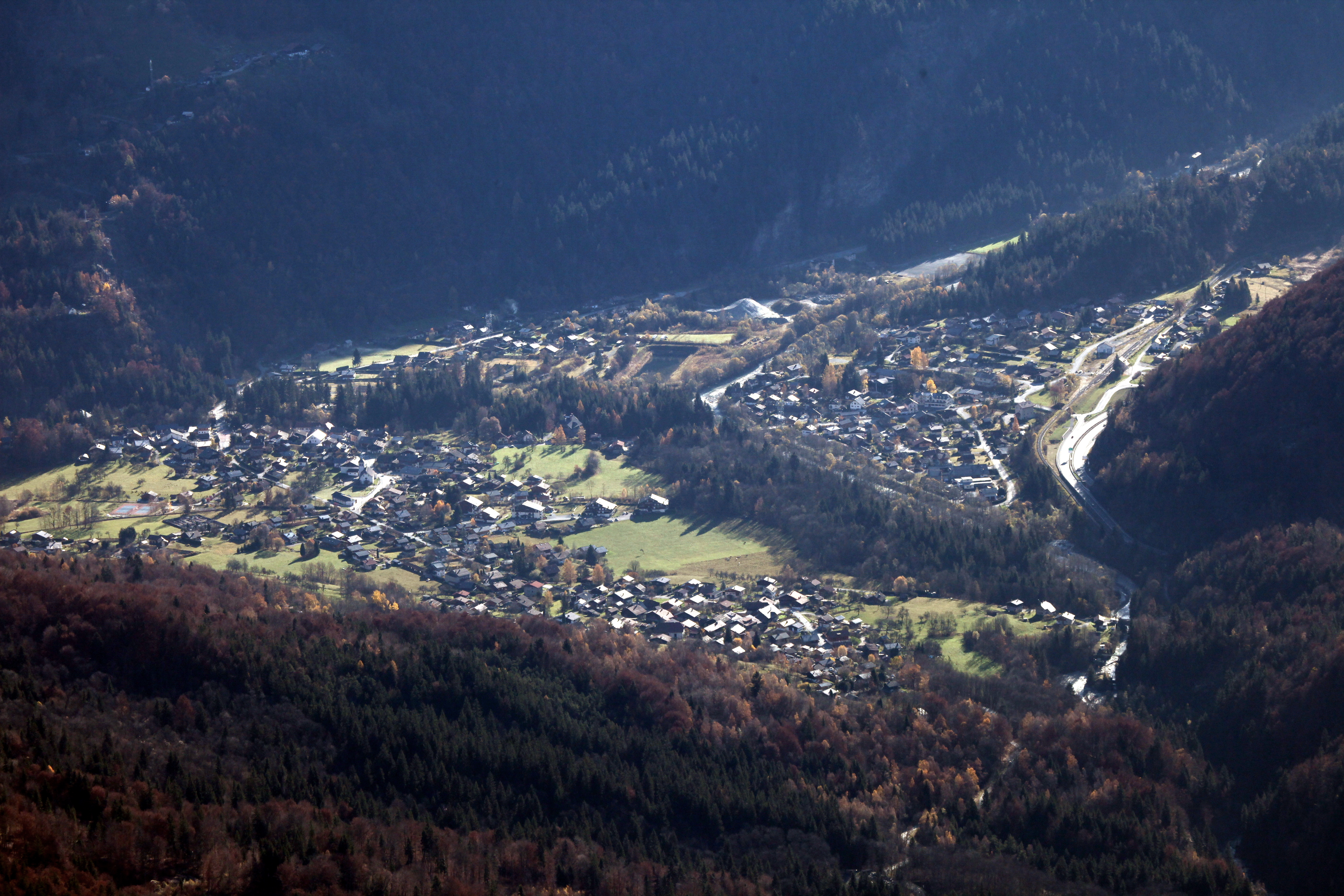
Servoz vue de Platé.

Servoz se situe dans la haute vallée de l'Arve, entre Chamonix-Mont-Blanc et Saint-Gervais-les-Bains. C'est un village qui s'étend au pied du massif de Pormenaz à l'est, de la tête Noire au sud-ouest et du massif du Faucigny au nord.

### Géologie et relief, hydrographie
De nombreux hameaux, dont le bourg principal, sont implantés en bordure d'une petite plaine qui marque le fond d'un ancien lac.

### Climat
Le climat y est de type montagnard.

### Voies de communication et transports

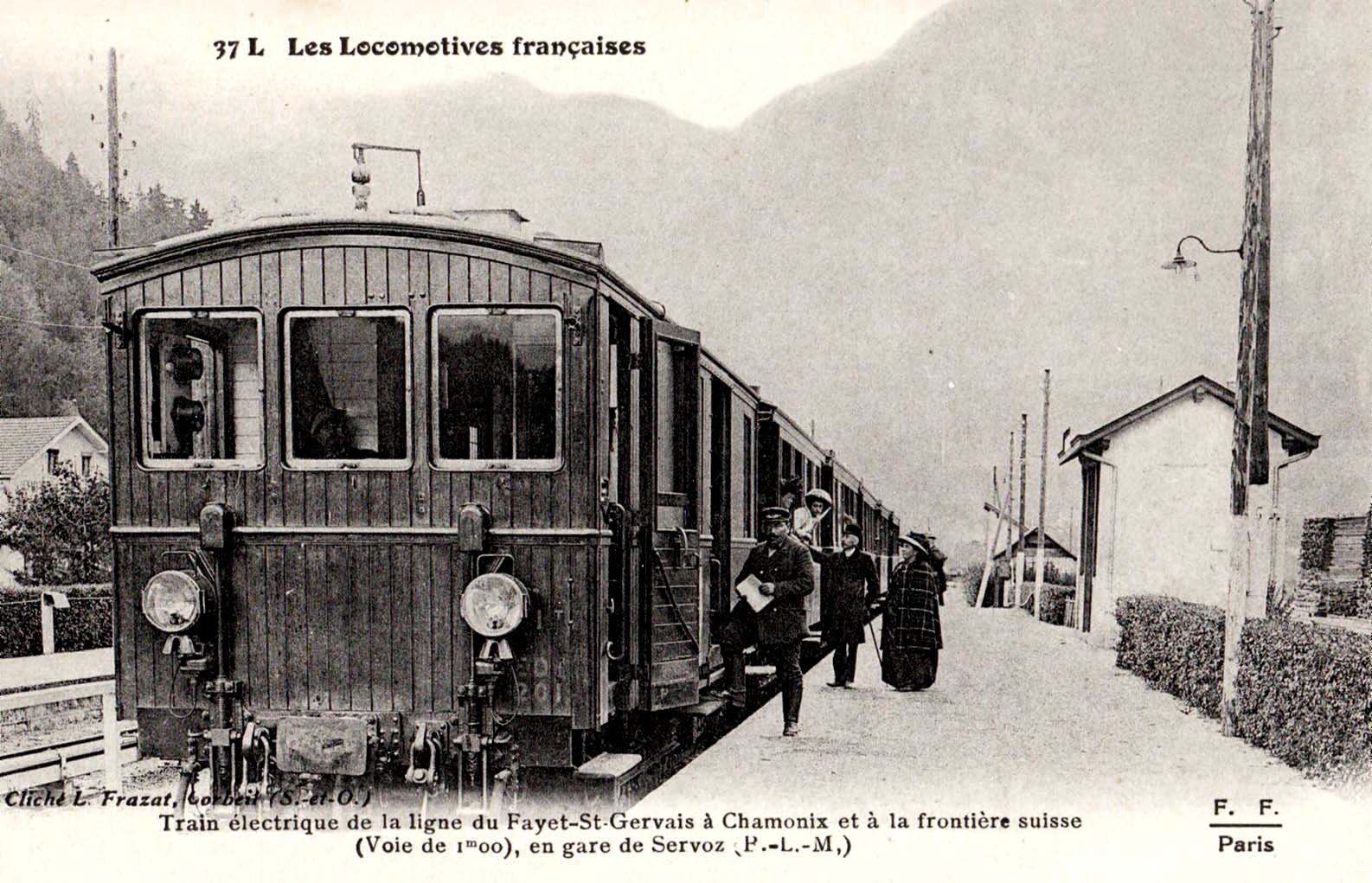
Train en gare de Servoz.

La gare SNCF de Servoz est sur la ligne Saint-Gervais-les-Bains-Le Fayet à Vallorcine.
La commune est desservie à l'année par le réseau Chamonix Bus, dont l'offre de transport s'adapte au fil des saisons (hiver, été et hors saison).

## Urbanisme

### Typologie
Au 1er janvier 2024, Servoz est catégorisée commune rurale à habitat dispersé, selon la nouvelle grille communale de densité à sept niveaux définie par l'Insee en 2022.
Elle est située hors unité urbaine. Par ailleurs la commune fait partie de l'aire d'attraction de Chamonix-Mont-Blanc, dont elle est une commune de la couronne,. Cette aire, qui regroupe 4 communes, est catégorisée dans les aires de moins de 50 000 habitants,.

### Occupation des sols
L'occupation des sols de la commune, telle qu'elle ressort de la base de données européenne d’occupation biophysique des sols Corine Land Cover (CLC), est marquée par l'importance des forêts et milieux semi-naturels (89,1 % en 2018), une proportion sensiblement équivalente à celle de 1990 (89,8 %). La répartition détaillée en 2018 est la suivante : 
milieux à végétation arbustive et/ou herbacée (41,7 %), forêts (39,6 %), espaces ouverts, sans ou avec peu de végétation (7,8 %), prairies (6,4 %), zones urbanisées (4,5 %).
L'IGN met par ailleurs à disposition un outil en ligne permettant de comparer l’évolution dans le temps de l’occupation des sols de la commune (ou de territoires à des échelles différentes). Plusieurs époques sont accessibles sous forme de cartes ou photos aériennes : la carte de Cassini (XVIIIe siècle), la carte d'état-major (1820-1866) et la période actuelle (1950 à aujourd'hui).

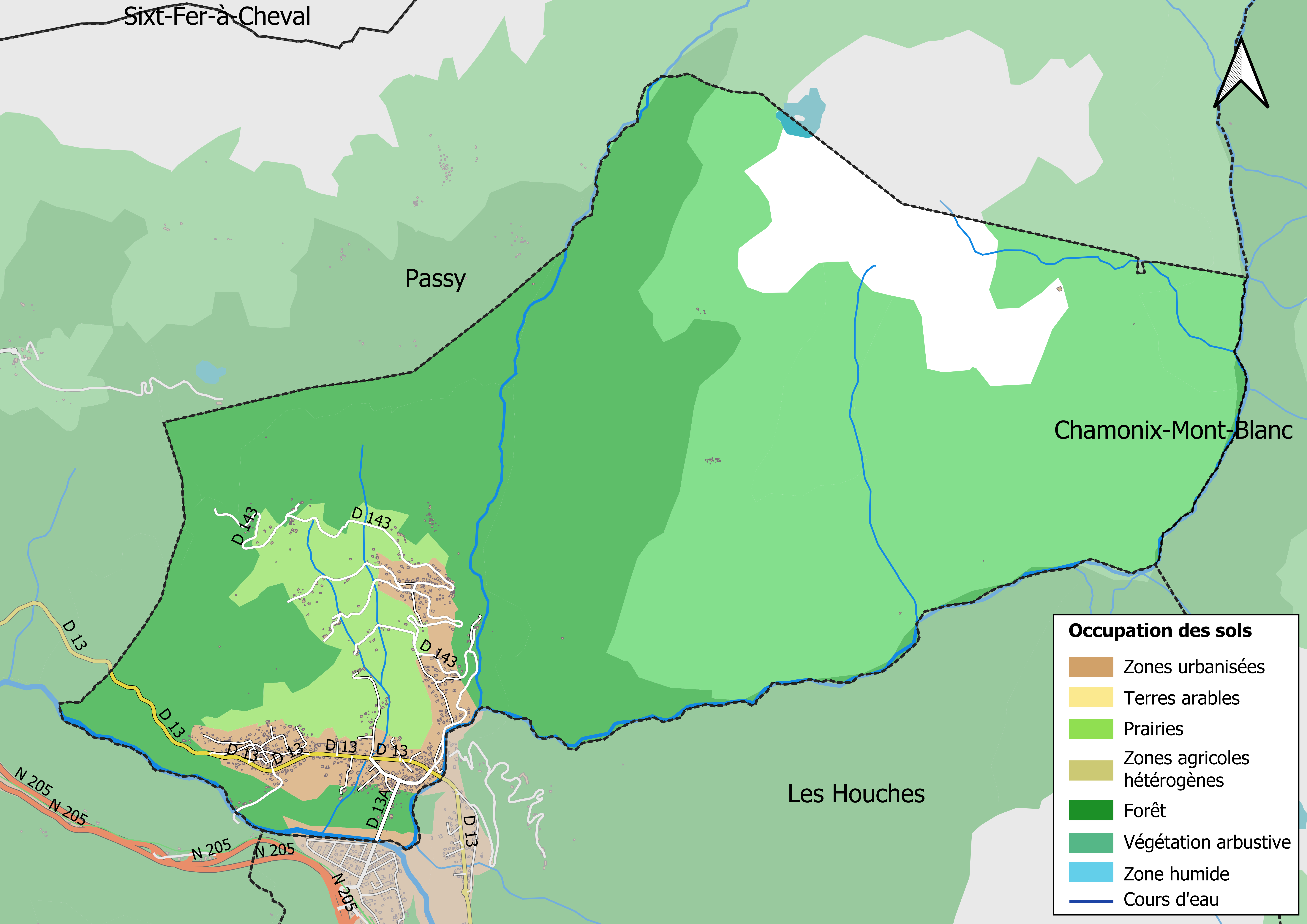
Carte des infrastructures et de l'occupation des sols en 2018 (CLC) de la commune.
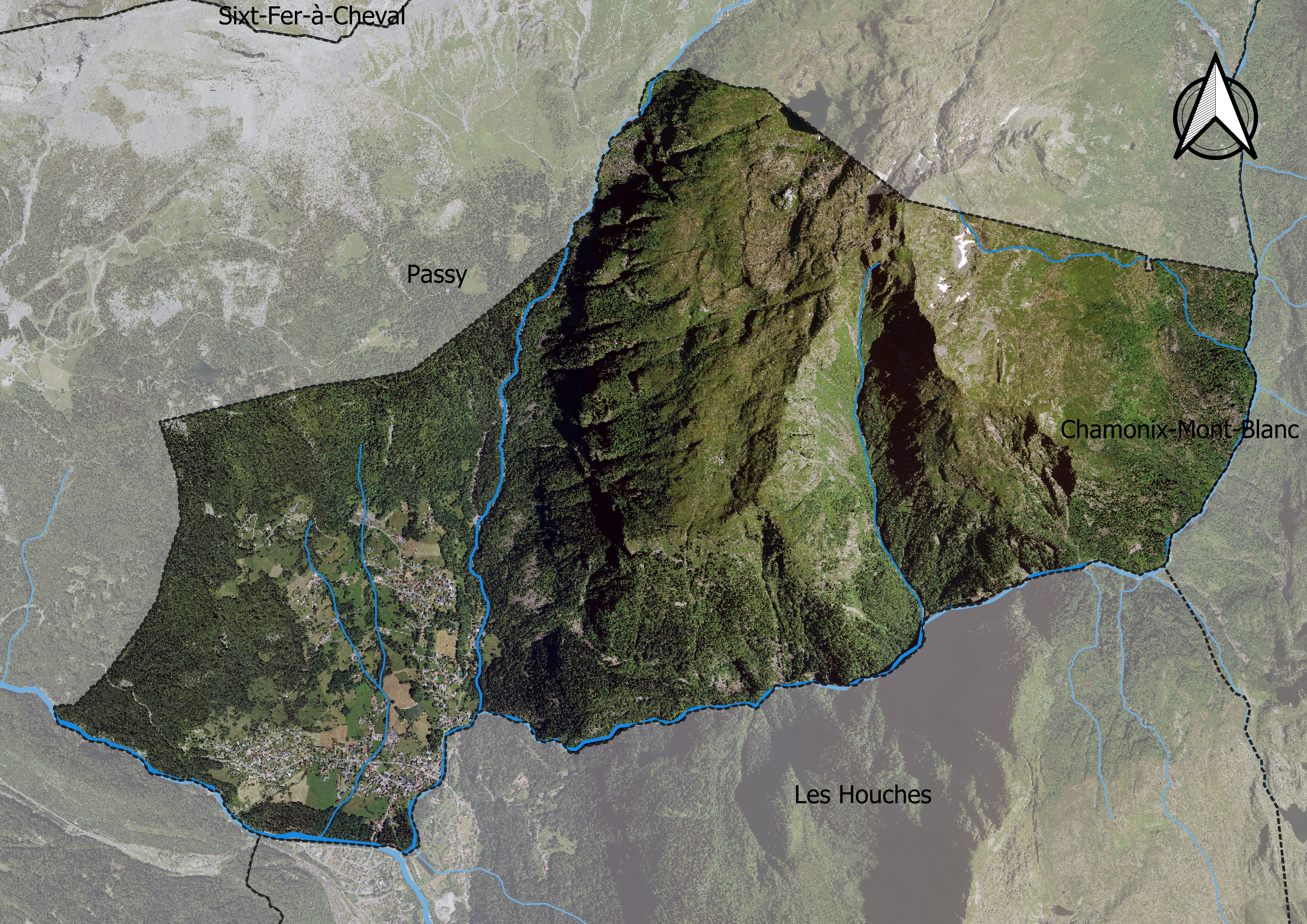
Carte orthophotogrammétrique de la commune.

## Toponymie
La mention de la paroisse remonte à un document de l'année 1236, avec la forme Syervoz. Au cours des deux siècles suivantes, on trouve les formes Siervu (1374), Sielvoz (1435), Servoz (1443) Servuz (1487) et Serva (1495). En 1605, la forme Servoz est utilisée. La première mention de la paroisse remonte en 1153 avec l'église  Sancti Martini de lacu (ou Saint-Martin du Lac), en 1153, un ancien hameau situé en face du village actuel, selon le Régeste genevois.
Servoz est une forme locale, avec le suffixe patois -oz, du mot de l'ancien français, selvain, (dérivé du latin silvanus) qui désigne un bois ou « ce qui habite dans les bois ».
Traditionnellement, le -oz final du nom des communes savoyardes ne se prononce pas, donnant ainsi « Serve » en français régional.. Toutefois, sous la sphère d'influence de la langue française, on entend de plus en plus dans l'usage local la prononciation impropre avec l'utilisation de toutes les syllabes.
En savoyard, le nom de la commune s'écrit Siérvo et se prononce [ˈʃiːr.vo]. Parfois on trouve également l'écriture Sèrvo avec la prononciation [ˈsar.vo] (retranscrite selon la norme API) et « sarvô » (transcrit selon la graphie semi-phonétique de Conflans).

## Histoire

### Antiquité

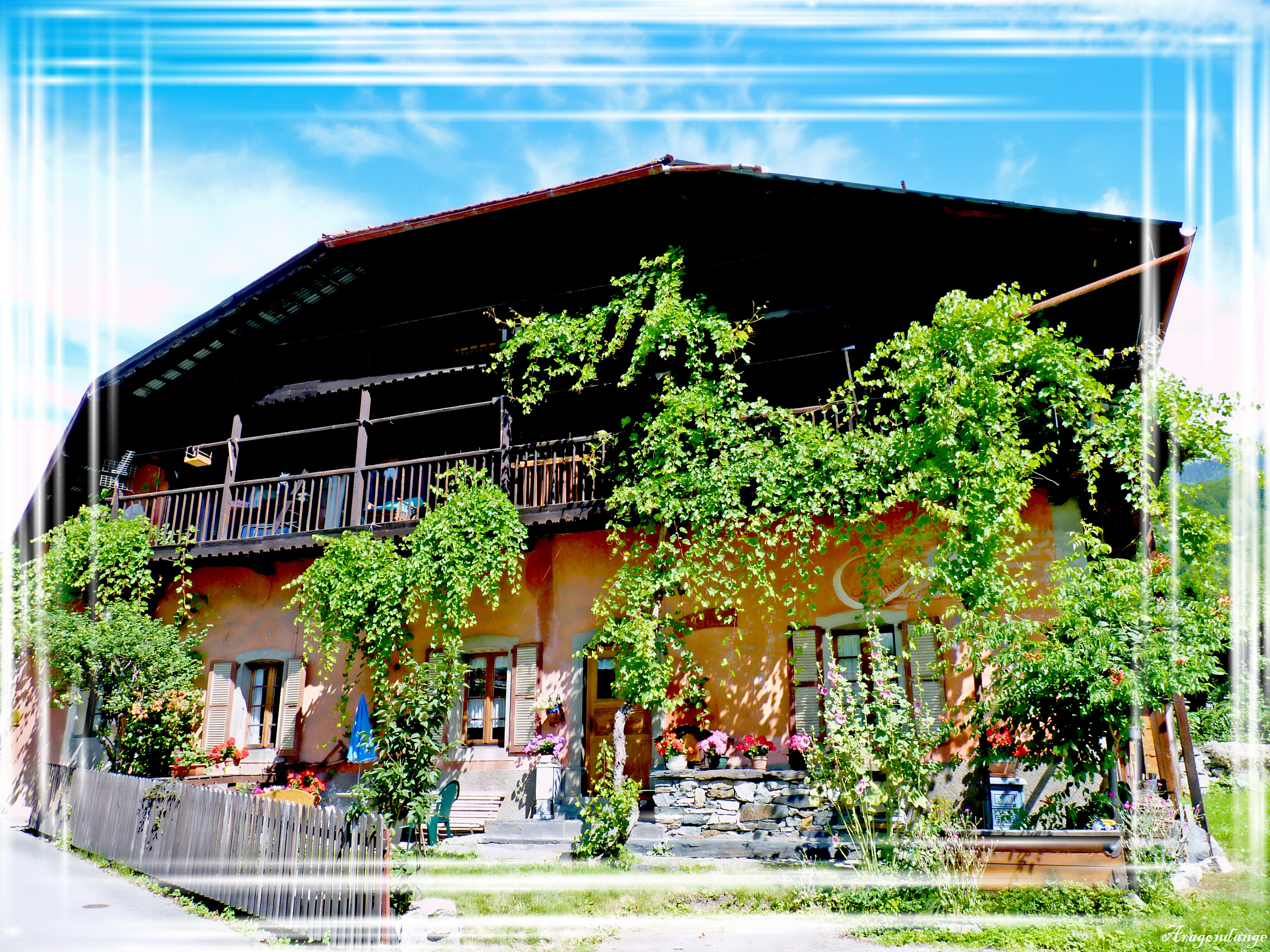
Maison dans le vieux Servoz.

Au Ve siècle av. J.-C., les Ceutrons s'installent tout près du lac qui à cette époque occupait le bassin de Servoz. Deux siècles plus tard, les Allobroges, peuplade celtique, repoussent les Ceutrons et installent leurs camps sur les Gures, promontoire dominant l'entrée du bassin de Servoz. Avec le temps et l'érosion, le lac disparaît. La borne de la Forclaz-du-Prarion, au col, marque la limite du territoire des Ceutrons et des Allobrogres en 74.

### Période médiévale
En 1339, une enquête delphinale désigne Servoz sous le nom de mandement Saint-Michel-du-Lac, possession des Seigneurs de Faucigny, et de paroisse Notre-Dame-du-Lac, au sein du diocèse de Genève.
En 1355, sous Amédée VI de Savoie le Faucigny est intégré aux États de Savoie et en devient une province. Servoz devient alors Savoyard.

### Un passé minier
Dès le XVe siècle, et peut être même durant l'antiquité, les richesses minières de l'ensemble de la vallée de Chamonix seront l'objet de recherches. Plomb, cuivre et dans une moindre mesure l'argent, seront donc recherchés. L'alun, bien que son existence fut à plusieurs reprises contestée dans cette partie des Alpes françaises sera recherché au XVe siècle. Plusieurs minéraux du groupe de l'alun ont été trouvés depuis quelques années sur plusieurs sites. Notamment dans les gorges de la Diosaz et aux Montées Pellissier (analyses X sur MEB et observations au MEB).
Servoz est, au XVIIIe siècle, le siège d'une compagnie minière qui exploitait plusieurs filons de cuivre, plomb et argent.
Les travaux d'exploitation étaient situés au sein d'une concession de plus de 63 km2.
Les vestiges de ce passé industriel font partie intégrante du patrimoine archéologique industriel de Servoz et de la Haute vallée de l'Arve. Récemment des travaux ont été entrepris sur les scories de fonderie (analyses XRF et XRD, observations sur section polies au microscope électronique). Les scories sont de plusieurs types : scories écoulées externes, scories internes, scories de fourneau à manche.... Une affiche est présentée aux gorges de la Diosaz (rivière utilisée pour la mise en mouvement des différents ateliers de la fonderie).

### Période contemporaine
Lors des débats sur l'avenir du duché de Savoie, en 1860, la population est sensible à l'idée d'une union de la partie nord du duché à la Suisse. Une pétition circule dans cette partie du pays (Chablais, Faucigny, Nord du Genevois) et réunit plus de 13 600 signatures, dont une quarantaine dans le village,. Le duché est réuni à la suite d'un plébiscite organisé les 22 et 23 avril 1860 où 99,8 % des Savoyards répondent « oui » à la question « La Savoie veut-elle être réunie à la France ? ».

## Politique et administration

### Situation administrative
Anciennement rattachée au syndicat mixte du Pays du Mont-Blanc (regroupant initialement 14 communes), Servoz s'est associée avec Chamonix-Mont-Blanc, Les Houches et Vallorcine pour former, en 2009, la communauté de communes de la vallée de Chamonix Mont-Blanc.
Depuis le redécoupage cantonal de 2014, la commune est intégrée au canton du Mont-Blanc, avec Chamonix-Mont-Blanc, Les Contamines-Montjoie, Les Houches, Passy, Saint-Gervais-les-Bains, et Vallorcine. Le bureau centralisateur se trouve à Passy. Avant ce redécoupage, elle appartenait au canton de Chamonix-Mont-Blanc.
La commune fait partie de l'aire urbaine de Chamonix-Mont-Blanc ensemble à Chamonix-Mont-Blanc et Les Houches.
Servoz relève de l'arrondissement de Bonneville et de la sixième circonscription de la Haute-Savoie (créée en 2009).

### Liste des maires
| Période                                  | Période   | Identité                             | Étiquette | Qualité                                       |
| ---------------------------------------- | --------- | ------------------------------------ | --------- | --------------------------------------------- |
| 1871                                     | 1881      | Joseph Gabriel Deschamps (1818-1895) |           | Cultivateur au Mont                           |
|                                          | 1983      | Christian Ferrero                    |           |                                               |
| 1983                                     | mars 2008 | Marie-France Marcos                  | PRG       | Proviseure, conseillère régionale (1998-2010) |
| mars 2008                                | mars 2014 | Laure Schmutz                        | DVG       | ...                                           |
| mars 2014                                | En cours  | Nicolas Evrard                       | DVG       | Membre de cabinets ministériels               |
| Les données manquantes sont à compléter. |           |                                      |           |                                               |

## Population et société

### Démographie
L'évolution du nombre d'habitants est connue à travers les recensements de la population effectués dans la commune depuis 1793. Pour les communes de moins de 10 000 habitants, une enquête de recensement portant sur toute la population est réalisée tous les cinq ans, les populations de référence des années intermédiaires étant quant à elles estimées par interpolation ou extrapolation. Pour la commune, le premier recensement exhaustif entrant dans le cadre du nouveau dispositif a été réalisé en 2008.

En 2022, la commune comptait 1 125 habitants, en évolution de +17,55 % par rapport à 2016 (Haute-Savoie : +6,01 %, France hors Mayotte : +2,11 %).
| 1793 | 1800 | 1806 | 1822 | 1838 | 1848 | 1858 | 1861 | 1866 |
| ---- | ---- | ---- | ---- | ---- | ---- | ---- | ---- | ---- |
| 422  | 430  | 441  | 436  | 616  | 589  | 455  | 453  | 453  |

| 1872 | 1876 | 1881 | 1886 | 1891 | 1896 | 1901 | 1906 | 1911 |
| ---- | ---- | ---- | ---- | ---- | ---- | ---- | ---- | ---- |
| 465  | 478  | 519  | 510  | 495  | 562  | 755  | 568  | 532  |

| 1921 | 1926 | 1931 | 1936 | 1946 | 1954 | 1962 | 1968 | 1975 |
| ---- | ---- | ---- | ---- | ---- | ---- | ---- | ---- | ---- |
| 503  | 503  | 460  | 440  | 479  | 509  | 441  | 426  | 434  |

| 1982 | 1990 | 1999 | 2006 | 2008 | 2013 | 2018  | 2022  | - |
| ---- | ---- | ---- | ---- | ---- | ---- | ----- | ----- | - |
| 435  | 619  | 818  | 895  | 917  | 935  | 1 041 | 1 125 | - |

## Culture locale et patrimoine

### Lieux et monuments
- L’église Saint-Loup de Servoz[27].
- Musée de la faune alpine.
- Maison de l'Alpage, centre d'information et de ressources sur le pastoralisme et l'agriculture de montagne (site web).
- Ancienne tour de Saint-Jeoire (XIVe siècle) : initialement construite sur la rive droite de l'Arve, ses ruines se trouvent actuellement sur la rive gauche.
- Château de Saint-Michel ou Saint-Michel-du-Lac[28],[29].

### Patrimoine naturel
Les gorges de la Diosaz, site classé, sont un objectif de promenade accessible à tous, à travers un sentier entretenu accroché à la paroi, franchissant le torrent, permettant d’approcher les cascades et de pénétrer dans l’étroite fissure de la montagne.

#### Réserves naturelles
Le territoire de la commune ne contient aucune réserve naturelle mais trois sont très proches :
- Réserve naturelle nationale des Aiguilles Rouges ;
- Réserve naturelle nationale de Carlaveyron ;
- Réserve naturelle nationale de Passy.

#### ZNIEFF de type I
C'est une zone naturelle d'intérêt écologique, faunistique et floristique (ZNIEFF) de type I, comprenant notamment :
- Montagne des Gures ;
- Combe de Sales ;
- Gorges de la Diosaz ;
- Les Aiguilles Rouges, Carlaveyron et Vallon de Bérard.

### Espaces verts et fleurissement
En 2014, la commune de Servoz bénéficie du label « ville fleurie » avec « 1 fleur » attribuée par le Conseil national des villes et villages fleuris de France au concours des villes et villages fleuris.

### Personnalités liées à la commune
Le 31 décembre 1933, le financier et escroc Alexandre Stavisky, en fuite, se réfugie à Servoz, villa des Argentières. Trois jours plus tard, il part pour Chamonix où il loue le chalet « Le Vieux Logis ». Il s'y serait suicidé avant de mourir à l'hôpital local le 8 janvier 1934.
- Aurélien Ducroz, skieur et navigateur

## Pour approfondir